# Marc Moallic
 (novembre 2015).
Si vous disposez d'ouvrages ou d'articles de référence ou si vous connaissez des sites web de qualité traitant du thème abordé ici, merci de compléter l'article en donnant les références utiles à sa vérifiabilité et en les liant à la section « Notes et références ».
Marc Jean Pierre Moallic, signant sous les pseudonymes de Ker Ma ou MoKerMa, né le 17 juin 1907 à Lorient et mort le 20 mai 2004 à Saint-Mandrier-sur-Mer dans le Var, est un auteur de bande dessinée français.
Il est principalement connu pour les énigmes de Vaillant-Pif Gadget, qui devinrent Les Enquêtes de Ludo, et qui furent publiées de manière hebdomadaire durant treize années, de 1969 à 1982.

## Biographie
Son père, issu d'une famille de pêcheurs bretons, fut commis de marine, et après son certificat d'études obtenu à Douarnenez, il entra à 14 ans à l'École des mousses, à bord d'un bateau de pêche. Il en sortit avec le grade de timonier. Sujet au mal de mer, il ne put exercer le métier de marin ou de pêcheur. Il effectua malgré tout une carrière dans la marine terrestre, devenant commissaire général de la marine, l'équivalent en marine terrestre du grade d'Amiral, après avoir obtenu à 40 ans sa licence de droit. Il fut fait prisonnier à Brest en 1940, à la suite de la débâcle. Après la guerre, il partit vivre à la villa Rose Gabriel, chemin Saint Nicolas à Cannes. 
Sa mère, Malvina Guillotin, était originaire de Saint-Étienne, descendante du docteur Guillotin, promoteur de la guillotine.
Marc Moallic est le cadet d'une fratrie de trois enfants ; Suzanne (née en 1900), épousera Pierre Coignet (médecin généraliste à Cagnes-sur-Mer) ; et Yvonne (née en 1914) épousera le médecin militaire Jean-Baptiste Paravisini, qui exerça sa fonction en Asie et en Afrique, il fut directeur de la santé publique du Togo du 29 août 1957 jusqu'au 11 septembre 1958, et finit sa carrière en tant que général.
Son père étant muté à l'escadre de Toulon en 1914, Marc Moallic fait ses études au lycée Peiresc de Toulon, où il obtient son baccalauréat en 1925. Son professeur de dessin, M. Brunel, détecte chez lui un certain talent et, sur ses conseils, il étudie à Paris à l'École nationale supérieure des arts décoratifs durant deux années, et à l'École des beaux-arts de Paris, ne pouvant s'orienter vers la marine marchande du fait de la pénurie de bateaux en France depuis 1914.
Commençant à travailler au Pêle-Mêle et à La Vie de garnison, il signe « Ker ma », du nom de la forêt bretonne Kermabon.
En 1930, il effectue son service militaire dans la marine où il est noté comme illettré, car déjà humoriste dans l'âme, il a répondu négativement à la question « avez-vous le certificat d'études ? », alors qu'il est bachelier. À la suite d'une rencontre avec le commandant Charcot (ami de son père), qui apprécie ses dessins, il pense embarquer à bord du navire de celui-ci, le Pourquoi-pas ?, mais ce projet n'aboutit pas. Marc Moallic effectue alors son service à bord de l'Antarès, un aviso, engagé dans un long périple de relevés hydrographiques et cartographiques dans la baie de Cayenne, le long des côtes africaines, puis dans l'Océan Indien, jusqu'à Madagascar et aux Indes. Sur ce navire, il travaille comme cartographe, étant le seul à savoir dessiner. Il appareille pour les îles Kerguelen, en vue d'une nouvelle prise de possession (du fait que la dernière frégate française s'y était rendue en 1880 et afin d'en réaliser une cartographie). Il est chargé de surveiller les phénomènes de la marée dans baie du Hopeful et est oublié par le canot du bord sur un îlot une nuit entière. Après son sauvetage, cet îlot fut nommé Îlot Moallic en son honneur, et porte toujours son nom.

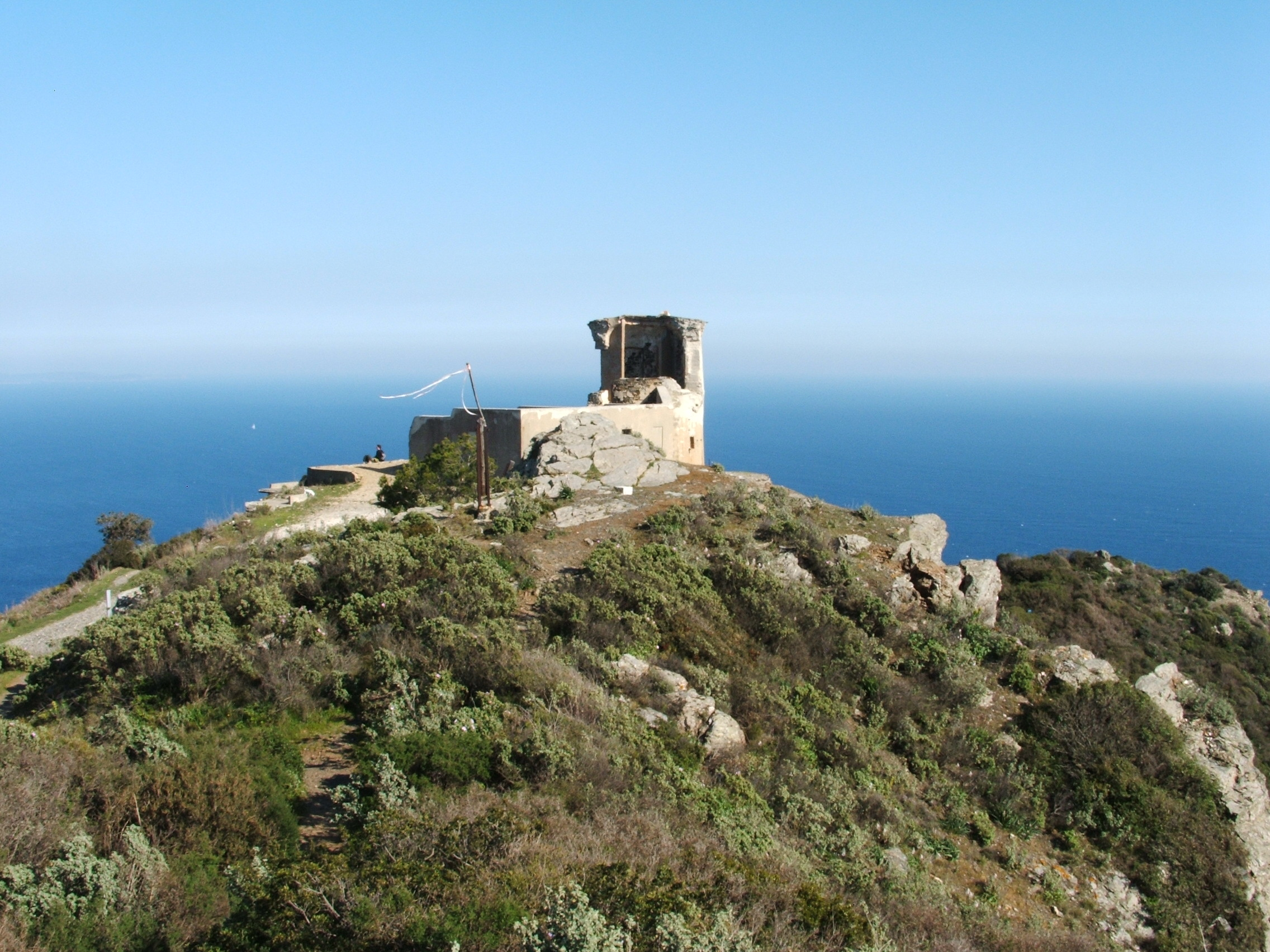
Le sémaphore du cap Sicié.

Démobilisé à Madagascar en 1931, il rentre à Paris et entame réellement sa carrière, qui connait une pause du fait de sa remobilisation en 1939. Il est appelé à Toulon au sémaphore du cap Sicié comme quartier-maître timonier sur un chalutier armé, le Cap noir, puis démobilisé de nouveau après l'armistice du 24 juin 1940. Son père, commissaire en chef de la Marine, est fait prisonnier à Brest. Marc Moallic part pour Cannes avec sa mère et Mireille sa première épouse. Il y retrouve son ancien employeur, Louis de Premio-Real, qui le fait entrer au périodique L'Alerte, dirigé par Léon Bailby. Lorsque L'Alerte cesse de paraître deux ans plus tard, il gagne sa vie en nettoyant la plage que tenait son ami Ponty à Cannes, et vit de pourboires. Grâce à sa relation avec Max Favalelli, il peut fournir jusqu'en 1946 quelques dessins à Ric et Rac, journal réfugié à Clermont-Ferrand. 
Louis de Premio-Real l'engage ensuite à Paris comme directeur artistique de Cinévie, magazine de cinéma dont la rédactrice en chef était France Roche. Il prend ensuite la direction artistique de Cavalcade, où il côtoie Henri Troyat, le directeur littéraire, et Maurice Druon. Il y fit débuter le dessinateur Jacques Faizant. Il dessine beaucoup pour Ici Paris à sa création, sur commande de Max Favalleli, et y réalise même quelques pages entières. Il connait René Goscinny et Albert Uderzo alors qu'ils tiennent une petite agence de presse aux Champs-Élysées à Paris. 
En 1950, il épouse Odette Audouin, veuve de guerre et mère d'un enfant. La famille s'installe dans un premier atelier d'artiste de la cité des Fusains, au no 22 rue Tourlaque à Paris, à côté du musée de Montmartre. Après quelque temps, Marc Moallic revend cet atelier à Jean-Jacques Sempé qui l'occupera avec sa femme Christine et où leur fils Nicolas naîtra (d'où le Petit Nicolas en collaboration avec René Goscinny). Installé dans un nouvel atelier plus spacieux, il côtoie les peintres Pierre Dionisi et Michel Terrasse, le sculpteur animalier Vincent Becquerel et bien d'autres. Cet atelier est fréquenté par de nombreux artistes tels que Henri Morez, Gad, Sempé, Uderzo, Goscinny, Mick Micheyl, René Collamarini ou Michel Simon. Dans cet atelier a été tourné un épisode du jeune Fabre, un feuilleton télévisé de Cécile Aubry, avec son fils Mehdi et Véronique Jannot. 
Au lancement du journal Pilote en 1959, il est l'un des premiers collaborateurs. Par l'entremise de Jacques Faizant, il rencontre Pierre Bellemare au moment où celui-ci recherchait un dessinateur pour mettre en dessin ses textes. En collaboration avec celui-ci, il publie Les Enquêtes de l'inspecteur Robillard pour Pilote, et Les Infaillibles pour Ici Paris. C'est surtout Jean-Paul Rouland et Claude Olivier de l'agence Télé-Press qui écrivent les scénarios. Marc Moallic dessine d'autres énigmes, sa spécialité, pour la télévision avec Pierre Bellemare. 

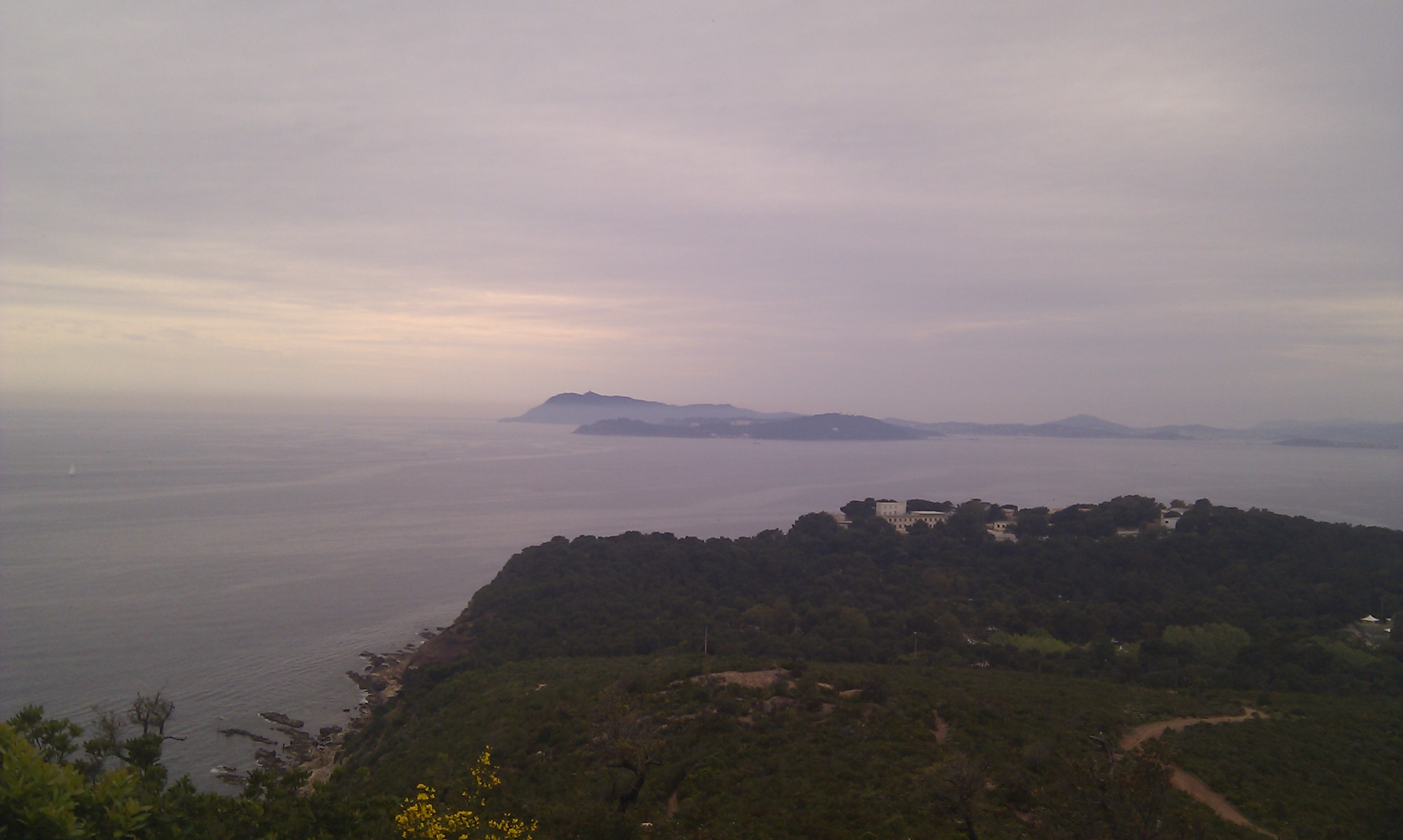
Saint-Mandrier-sur-Mer.

Puis la rédaction de Vaillant le contacte pour le journal des jeux. Il crée donc Les Enquêtes de Ludo en 1969, avec le premier numéro de Pif Gadget. Les scénarios ont d'abord été créés par Henri Crespi, puis Marc Moallic en écrit ensuite plusieurs autres. 
En 1975, il cesse toute activité et quitte son atelier de Montmartre, qui sera repris plus tard par Jean Jacques Beinex, et se retire sur la presqu'île de Saint-Mandrier, en face de Toulon. 

### Carrière
Moallic débuta comme illustrateur au Pêle-Mêle en 1928, puis travailla pour L'Épatant, La Vie de garnison, pour lesquels il réalisa des couvertures couleurs, ainsi que pour Offenstadt, Le Dimanche illustré, Cadet Rousselle. Durant cette période il croisa Louis Forton et Gaston Callaud, venant livrer leurs planches.
En 1931 il fit la rubrique des chiens écrasés pour Le Petit Parisien, puis fut engagé comme rédacteur maquettiste en octobre par Charles Lattès, directeur du Miroir du Monde,,,,, où il resta jusqu'à la fusion du journal avec Le Monde Illustré en 1937 (pour devenir Le Monde illustré, Miroir du monde).
Sa première série dessinée fut Barnabé le Corsaire, publiée dans Ademaï gai jeudi en 1936, avec Paul Colline, et qui déboucha sur la création de Adémaï aviateur (1946) et Adémaï au Moyen Âge (1947), et il rencontra Noël-Noël, interprète du personnage.
Il travailla pour Vu de 1936 à 1939, engagé par Louis de Premio-Real, devenant directeur artistique en 1938 jusqu'en août 1939.
Il dessina pour Ridendo à partir de mars 1939,.
Il illustra pour Jean-Claude, la revue de l'homme moderne, ainsi que pour Le Journal de Toto en 1938.
Il dessina pour L'Alerte entre 1941 et 1943.
En octobre 1943, il commença à publier dans Ric et Rac.
Après 1945, il devint directeur artistique pour Cinévie et Cavalcade, tout en continuant à travailler comme illustrateur pour Ici Paris, V Magazine, Boléro, France Dimanche et La Presse.
De janvier 1946 à octobre 1948, il fut directeur du service maquettiste de Cavalcade.
De 1948 à 1962 il dessina les séries Les exploits de l'Inspecteur V. Nard et Jonas et Casimir pour le supplément jeunesse de Modes et travaux.
En 1949, il dessina pour le mensuel humoristique Éclats de rire.
En 1951, il publia avec Jean Maunoury un petit ouvrage, Les 24 commandements de l'invité en croisière.
En 1953, il dessina pour le journal humoristique Le Hérisson.
De janvier 1956 à 1957, secrétaire de rédaction à France Dimanche, il réalisa entre autres un écorché du palais de Monaco, au moment du mariage du prince Rainier avec Grace Kelly. 
En 1958, il illustra une série de cartes postales pour Pulcinella. 
En 1959, il cofonda Pilote où furent publiées Les Enquêtes de l'Inspecteur Robillard avec Pierre Bellemare en tant que scénariste, série qui à la suite de son succès devint radiodiffusée sur Radio Luxembourg entre 1960 et 1963, de 13h30 à 14h30, réalisée par Guy Bertret et Jacques Ledrain.
En 1960, il créa la mascotte des machines à laver Frigidaire, un raton-laveur décliné sous forme de porte-clés et de figurines en mousse.  
À partir de 1969, il travaille chez Pif Gadget où il créa Les Enquêtes de Ludo.
Marc Moallic collabora également avec le journal Moustique, à l’Agence centrale de presse, Técipresse, Franpar, l'Almanach Vermot, Le Journal de Mickey, et avec les Éditions Rouff.
Il prend sa retraite en 1975.

## Principales créations
Marc Moallic créa notamment :
- Les Infaillibles pour Ici Paris ;
- Cache cache dans Le Dauphiné libéré ;
- L'Inspecteur Degloire, pour La Voix du Nord ;
- M. Furette pour Nice-Matin ;
- Ça va bouillir dans Pilote ;
- Jonas et Casimir dans Modes et travaux entre 1965 et 1975 ;
- Les Enquêtes de l'Inspecteur Robillard, avec Pierre Bellemare dans Pilote ;
- Les énigmes - Enquêtes de Ludo pour Pif Gadget.